# Stomp groeftandhorentje
Het stomp groeftandhorentje (Ondina divisa) is een slakkensoort uit de familie van de Pyramidellidae. De wetenschappelijke naam van de soort werd in 1797 voor het eerst geldig gepubliceerd door J. Adams als Turbo divisus.

## Beschrijving
Het stomp groeftandhorentje is een klein mariene huisjesslak met een tot 3,8 mm hoog dunschalig horentje. De crème of vuilwitte schelp heeft een plomp ovale vorm met een stompe top. Alleen op onderste helft van de schelp zijn fijne spiraalgroeven zichtbaar.

## Verspreiding en leefgebied
Het verspreidingsgebied van deze soort is de noordoostelijke Atlantische Oceaan en loopt van Noord-Noorwegen en IJsland tot zuidelijk zo ver als de Golf van Biskaje. Ze komen ook in de Noordzee voor, maar dan vooral ver van de kust af. Het zijn ectoparasieten die leven op diepten van 18 tot 200 meter. De gastheer kan een tweekleppige, buikpotige, kokerworm of pindaworm zijn. Via een uitstulpbare zuigslurf (proboscis) voeden ze zich met het weefsel van de gastheer